# Nokia C5-03
O Nokia C5-03 é um smartphone touchscreen com WLAN da CSeries, que foi lançado em dezembro de 2011. O telefone tem o software Shazam que identifica músicas e softwares de redes sociais incluídos ou disponíveis para download. Ele utiliza o sistema operacional Symbian em sua versão 9.4 - S60.

## Especificações Tecnicas[1]

### Display
Possui uma tela touchscreen resistiva de 3.2 polegadas, com resolução de 360 pixels de largura por 640 pixels de altura.

### Câmera
- Tecla exclusiva da câmera
- Editor de fotos e vídeos no aparelho
- Modos de Captura:
  - Foto
  - Sequência
  - Timer Automático
  - Vídeo
- Efeitos de tonalidade:
  - Normal
  - Sepia
  - Negativo
  - Preto e branco
  - Nítido
- Equilíbrios de branco
  - Automático
  - Ensolarado
  - Nublado
  - Incandescente
  - Fluorescente
- Sensibilidade à luz:
  - Alto
  - Médio
  - Baixo
  - Automático

#### Imagem
- Câmera digital de 5,0 megapixels (2592 x 1944 pixels)
- Zoom digital de 3x
- Foco automático
- Distância focal: 3,7 mm
- Escala do foco: 30 cm até infinito
- Modos de flash: ativado, desativado, automático, redução de olhos vermelhos[2]

#### Vídeo
- Filmadora digital com resolução até 640 x 480 pixels.[3]
- Gravação a até 15  quadros por segundo
- Zoom digital de 4x
- Formatos de arquivo de gravação de vídeo: MPEG-4 e H.263
- Tempo máximo de gravação: 7h 5m

#### Áudio
- Formato de áudio
  - RMF
  - AU
  - AWB
  - AAC
  - AAC+
  - AMR-WB
  - HE AAC V2
  - MOBILE XMF
  - MP3
  - MP4
  - M4A
  - TRUE TONES
  - WAV
  - RealAudio 8
  - SP-MIDI
  - WMA
- Recursos de áudio
  - Equalizador de áudio
  - Streaming de áudio
  - Rádio FM estéreo
  - Viva-voz
  - Volume
  - Bluetooth estéreo
  - Music player
  - AAC de gravação de áudio
- Suporte DRM
  - OMA DRM 2
- Tempo máximo de reprodução de música: 35 h

### Processador
O Nokia C5-03 tem um processador ARM11 @ 600 Mhz

### Memória
- Memória SDRAM 128MB
- Slot para cartão de memória microSD com hot-swapping de até 16 GB
- 70 MB de memória dinâmica interna

### Conectividade
- Bluetooth versão 2.0 +EDR
- Suporte para MTP (Mobile Transfer Protocol)
- Impressão direta com impressoras de imagem compatíveis
- Suporte para sincronização de PC com Nokia Ovi Suite
- Conexão
  - WLAN IEEE 802.11 b/g
  - HSDPA Cat9 10,2 Mbps
  - HSUPA Cat5 2,0 Mbps
  - Modo de Transferência Dupla
  - GPRS
  - Modo de Transferência Dupla (MSC 32)
  - EGPRS
  - EDGE Classe B
- Suporte a WLAN(Wi-fi)
  - WEP
  - WPA
  - WPA2
  - 802.11b/g
- Conectividade Local
  - Micro USB
  - Cabo microUSB Nokia CA-101D
  - Armazenamento em massa USB
  - AV Nokia de 3,5 mm
  - USB 2.0 de alta velocidade
  - Áudio estéreo Bluetooth
  - Bluetooth 2.0 +EDR
  - Bluetooth
  - MTP (Multimedia Transfer Protocol)

### Aplicativos
- Aplicativos sis e sisx
- Java MIDP 2.0, CLDC 1.1
- Flash Lite 2.0 (Flash Lite 3.1 disponível via atualização)
- Navegador web completo
  - Web Runtime
  - HTML5
  - XHTML
  - HTML sobre TCP/IP
  - XHTML sobre TCP/IP
  - Recurso Flash Lite
- Aplicativos para acesso fácil a sites e redes sociais:
  - Friendsterportuguês
  - Hi5
  - Facebook
  - MySpace
  - Amazon
  - YouTube
- Nokia Music Player
- Nokia Music Store
- E-mail Nokia
- PodCasting
- Rádio FM
- RealPlayer
- Recursos Extras
  - Sensor do acelerômetro
  - FOTA (Firmware over the Air)
  - Nokia Music
  - Temas
  - Nokia Mapas
  - Modo de voo
  - Nokia Mapas
  - Atualizações de software
  - Contatos Nokia
  - Nokia Loja OVI